# جورج عزرا
جورج عزرا (بالإنجليزية: George Ezra)‏ هو مغني وملحن ومغن مؤلف بريطاني، ولد في 7 يونيو 1993 في Hertford ‏ في المملكة المتحدة.

## وصلات خارجية
- الموقع الرسمي
- جورج عزرا على موقع IMDb (الإنجليزية)
- جورج عزرا على موقع ميوزك برينز (الإنجليزية)
- جورج عزرا على موقع أول ميوزيك (الإنجليزية)
- جورج عزرا على موقع ديسكوغز (الإنجليزية)
- جورج عزرا على موقع قاعدة بيانات الفيلم (الإنجليزية)